# Agencia Nacional de Puertos y Navegación
La Agencia Nacional de Puertos y Navegación (ANPYN) es un ente autárquico del Ministerio de Economía de la Nación Argentina creado el 6 de enero de 2025, durante la presidencia de Javier Milei.
El ente surge como resultado de la fusión de la Subsecretaría de Puertos, Vías Navegables y Marina Mercante, y la Administración General de Puertos. En consecuencia, asume las funciones que desempeñaban ambos entes, encargándose de elaborar y ejecutar políticas relacionadas con la concesión de puertos, los servicios portuarios, el mantenimiento de las vías navegables, y la administración del Puerto de Buenos Aires y la Vía Navegable Troncal.